# 圣撒多宁堂
圣撒多宁堂（Église Saint-Saturnin）是法国中部布卢瓦的一座罗马天主教教堂。它坐落在卢瓦尔河左岸，是原维也纳（Vienne）郊区的堂区教堂。供奉图卢兹的圣撒多宁。教堂的历史可以追溯到加洛林时期。哥特式风格。
圣撒多宁堂是重要的朝圣教堂。历史上，卢瓦尔河的船夫常进堂向圣母像祈祷。1429年4月25日，圣女贞德在布卢瓦期间，也来此祈祷。
15-16世纪，该建筑几乎完全重建。然而16世纪宗教战争亦波及该堂。法国大革命期间圣母像被毁，1803年建立新雕像。
1942年，该堂列为法国历史古迹.

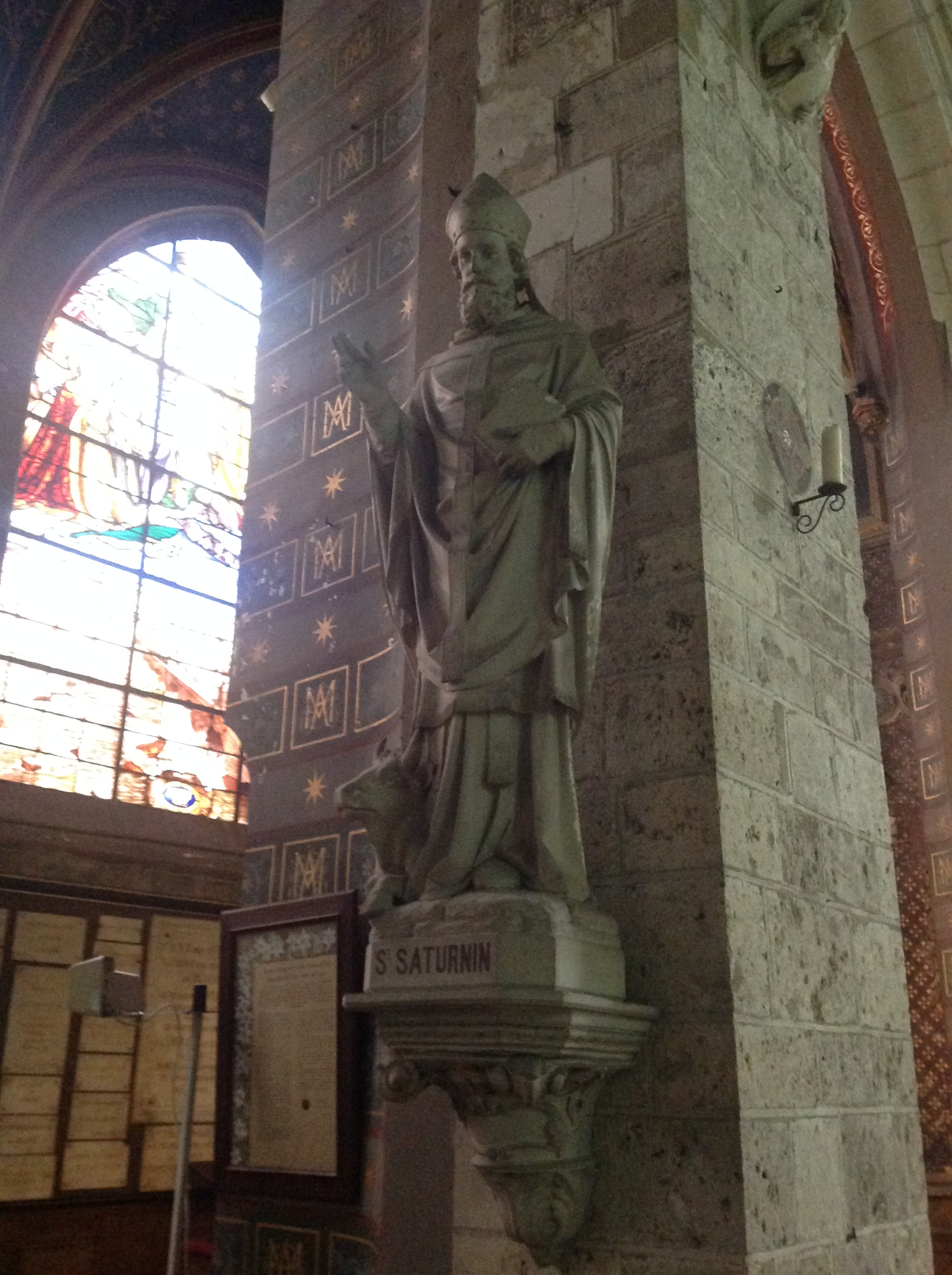
圣撒多宁雕像
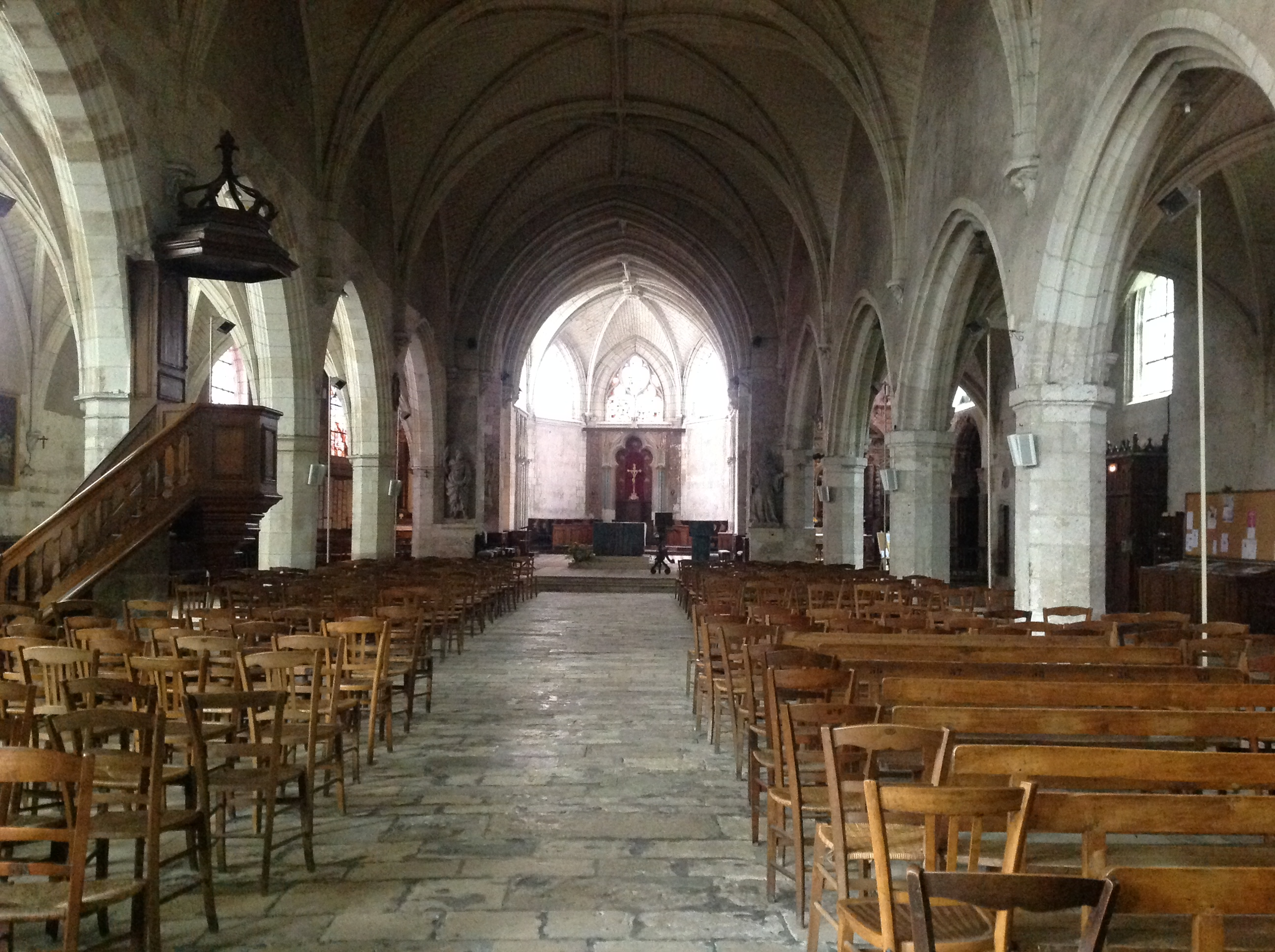
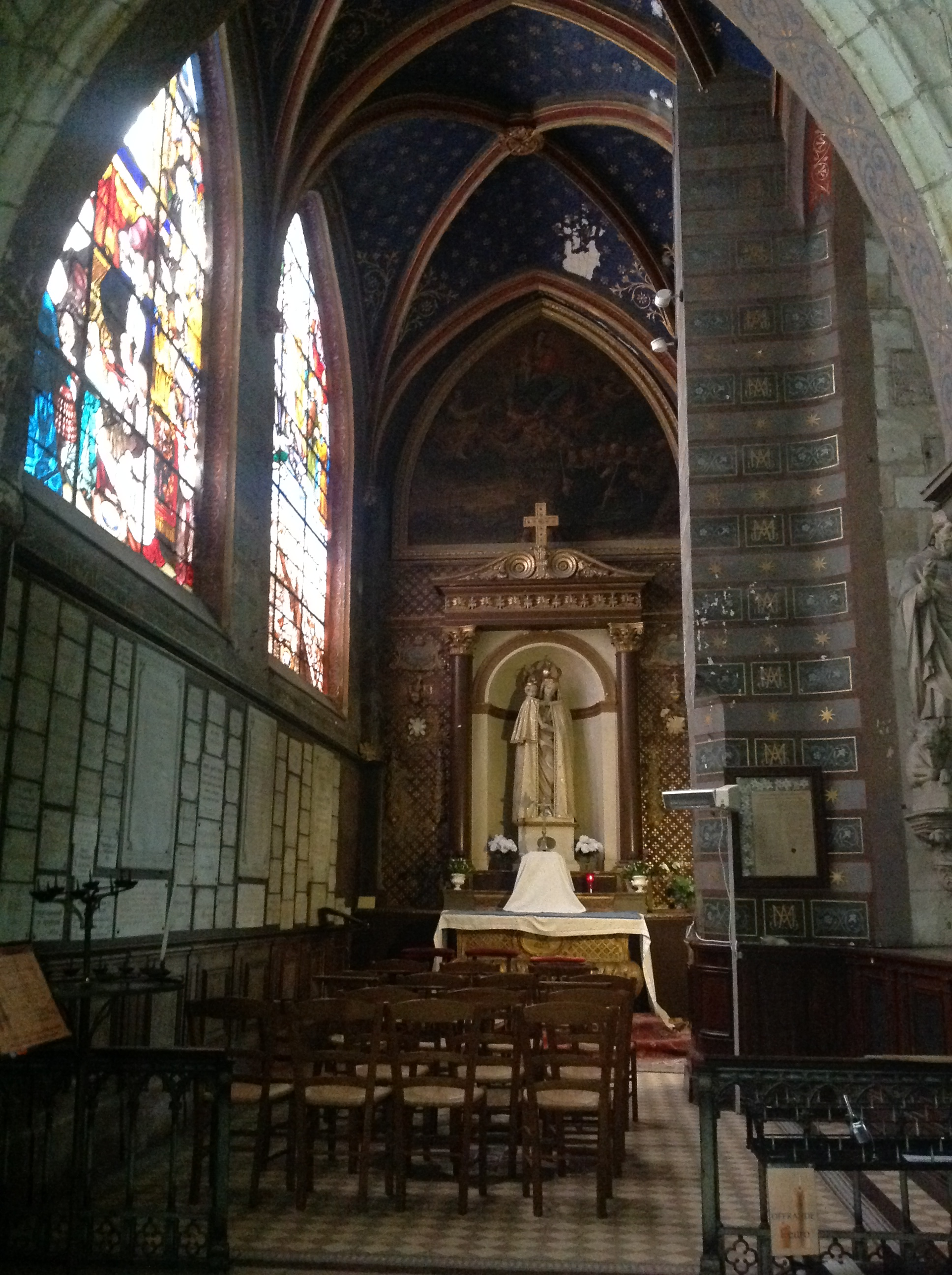
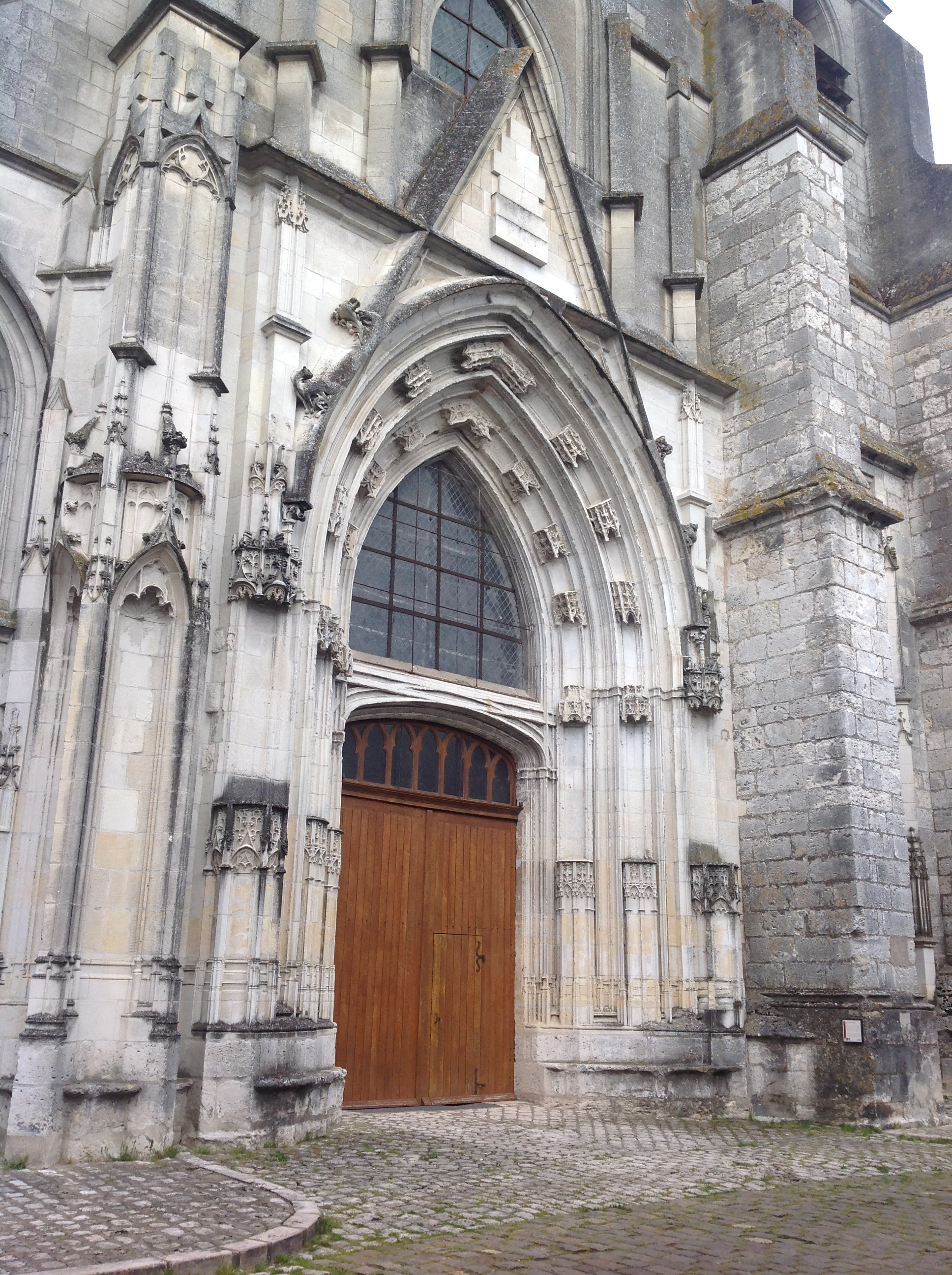
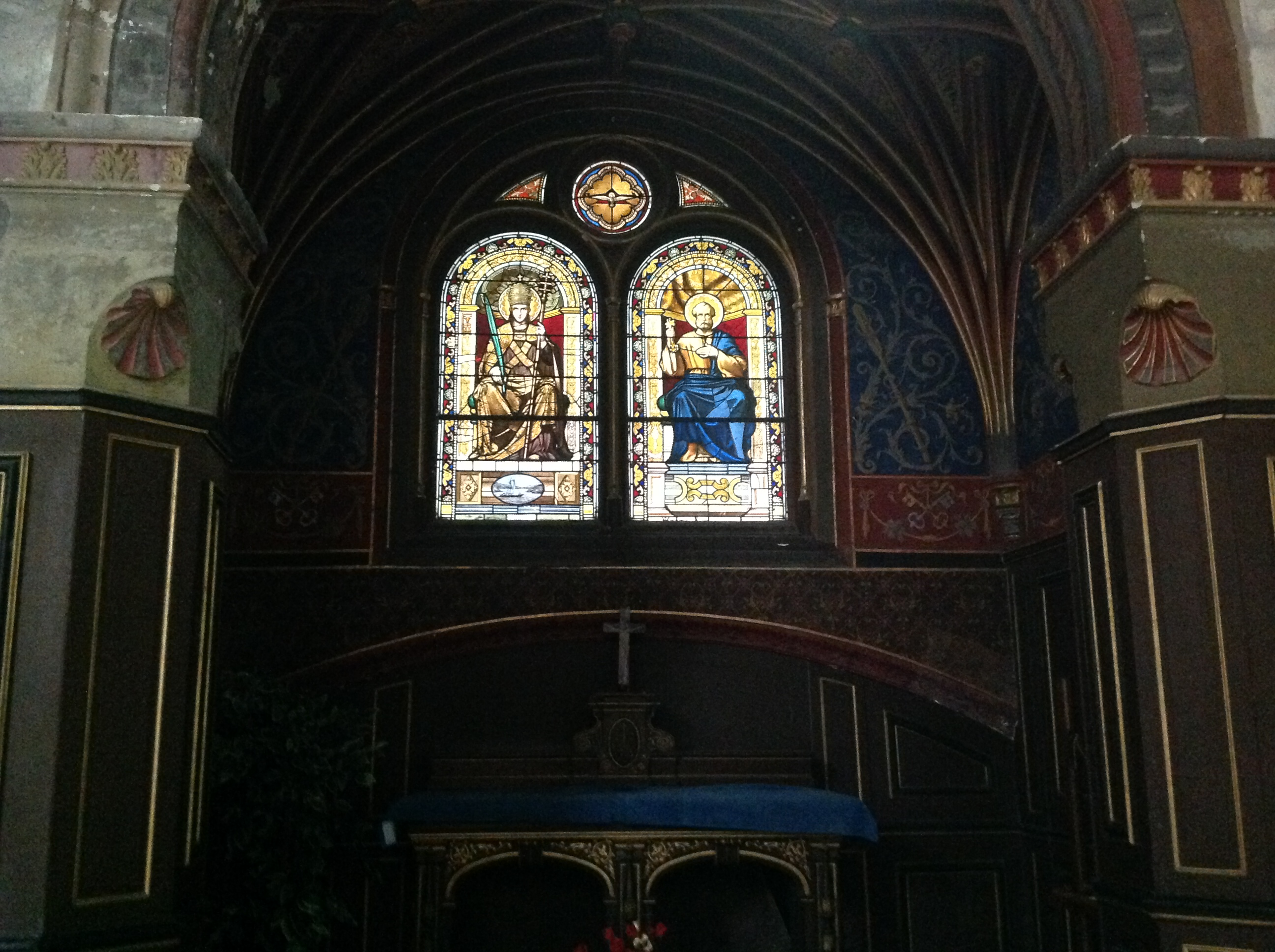
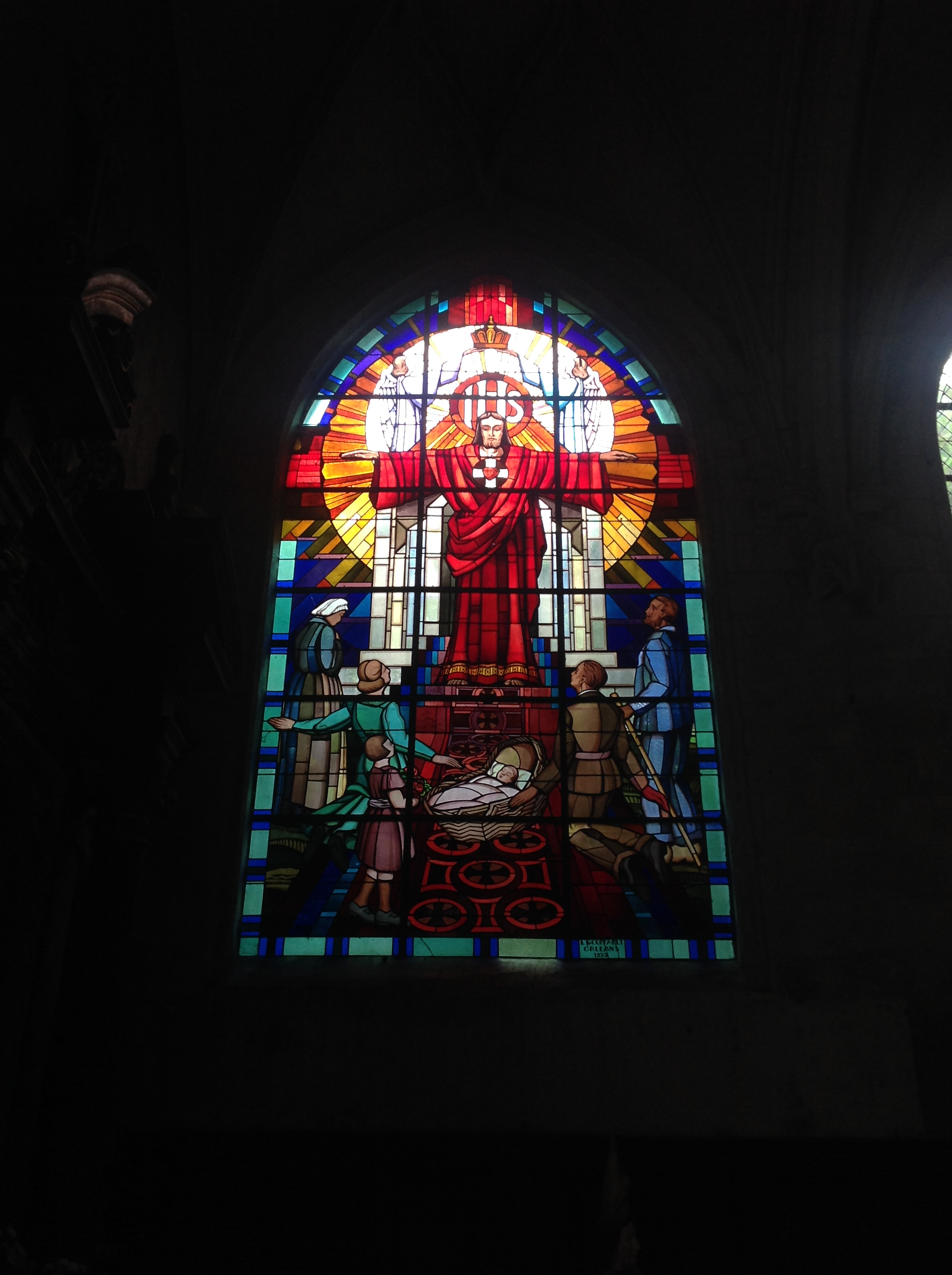
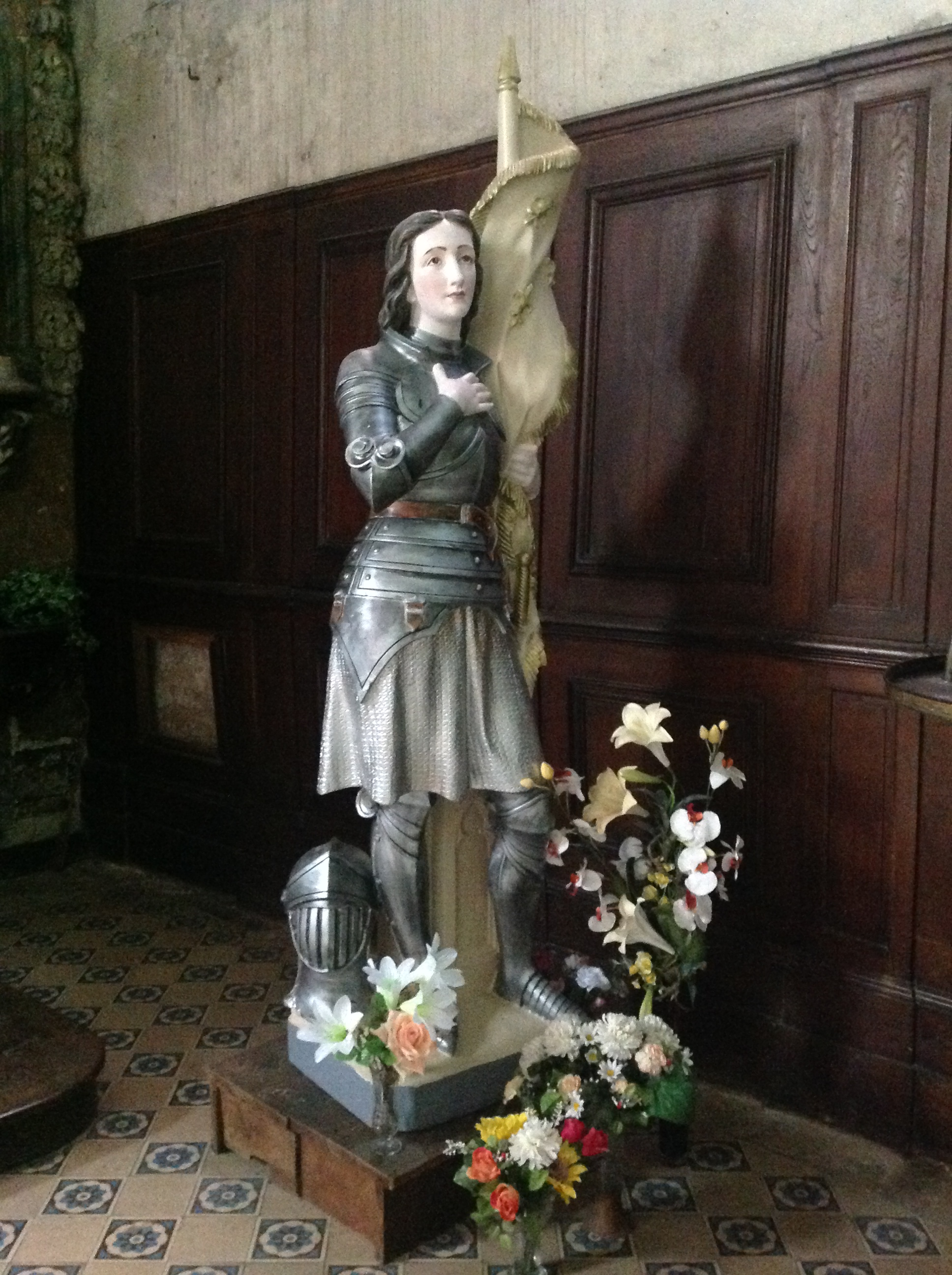
圣女贞德
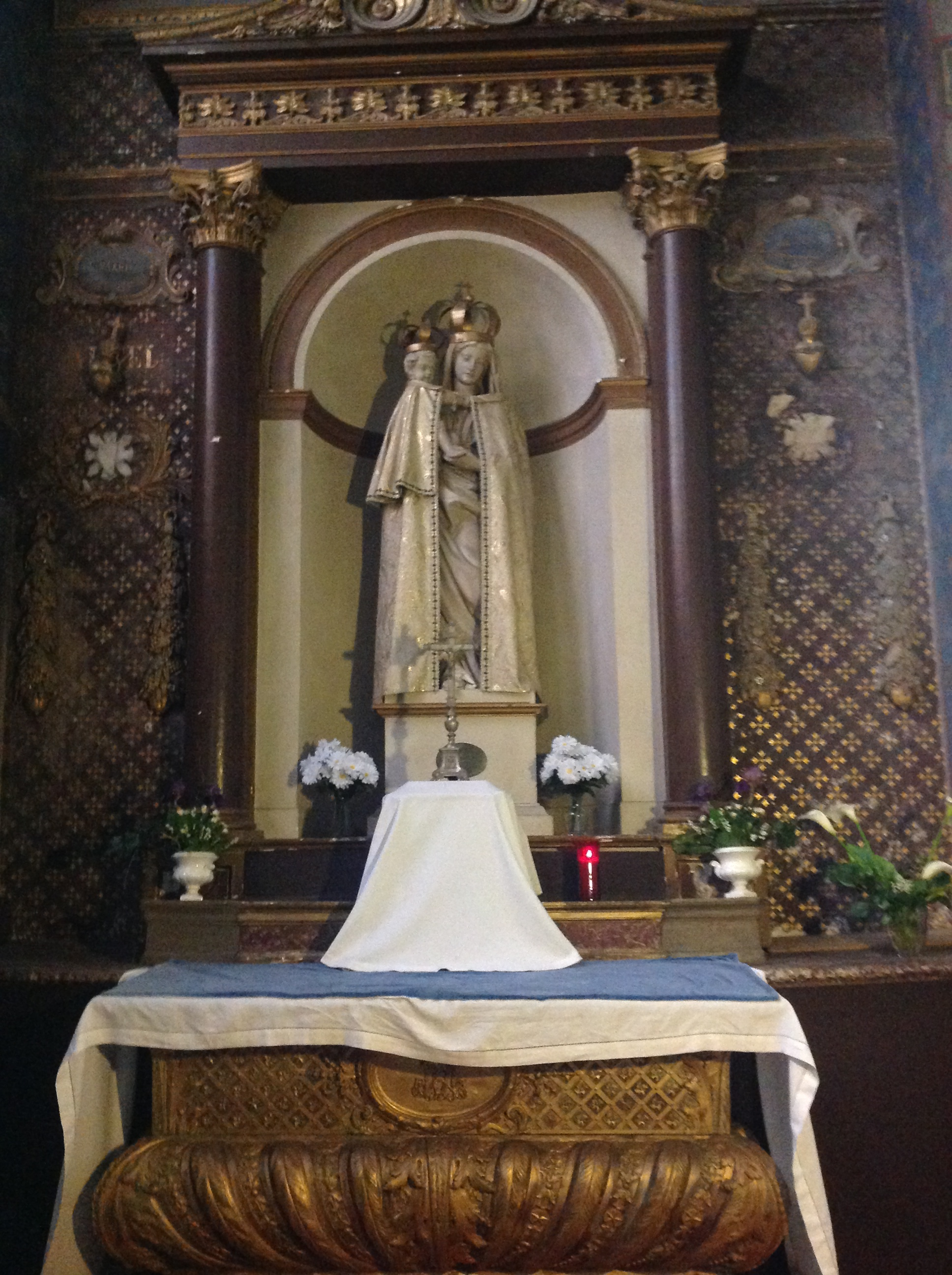
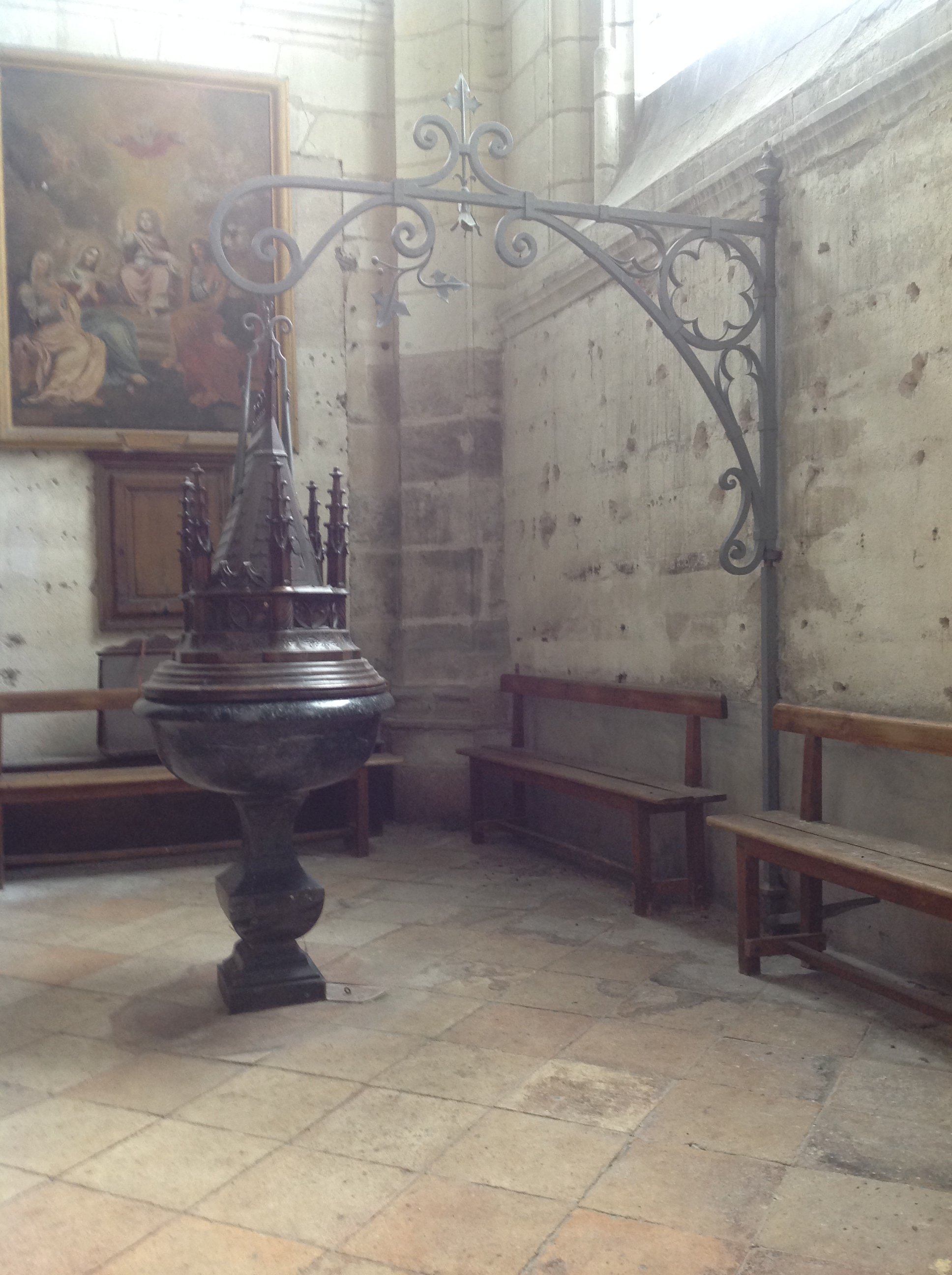
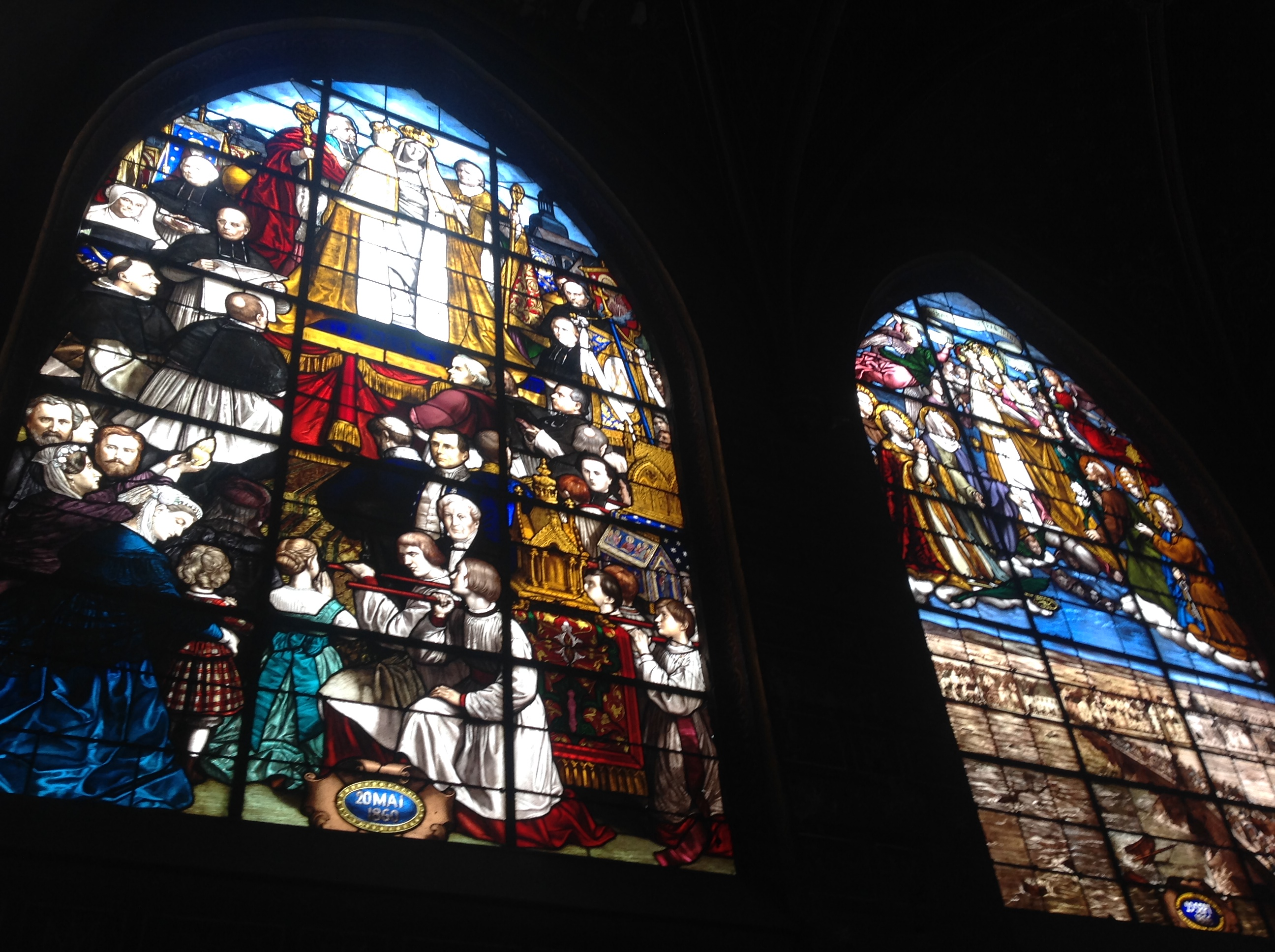
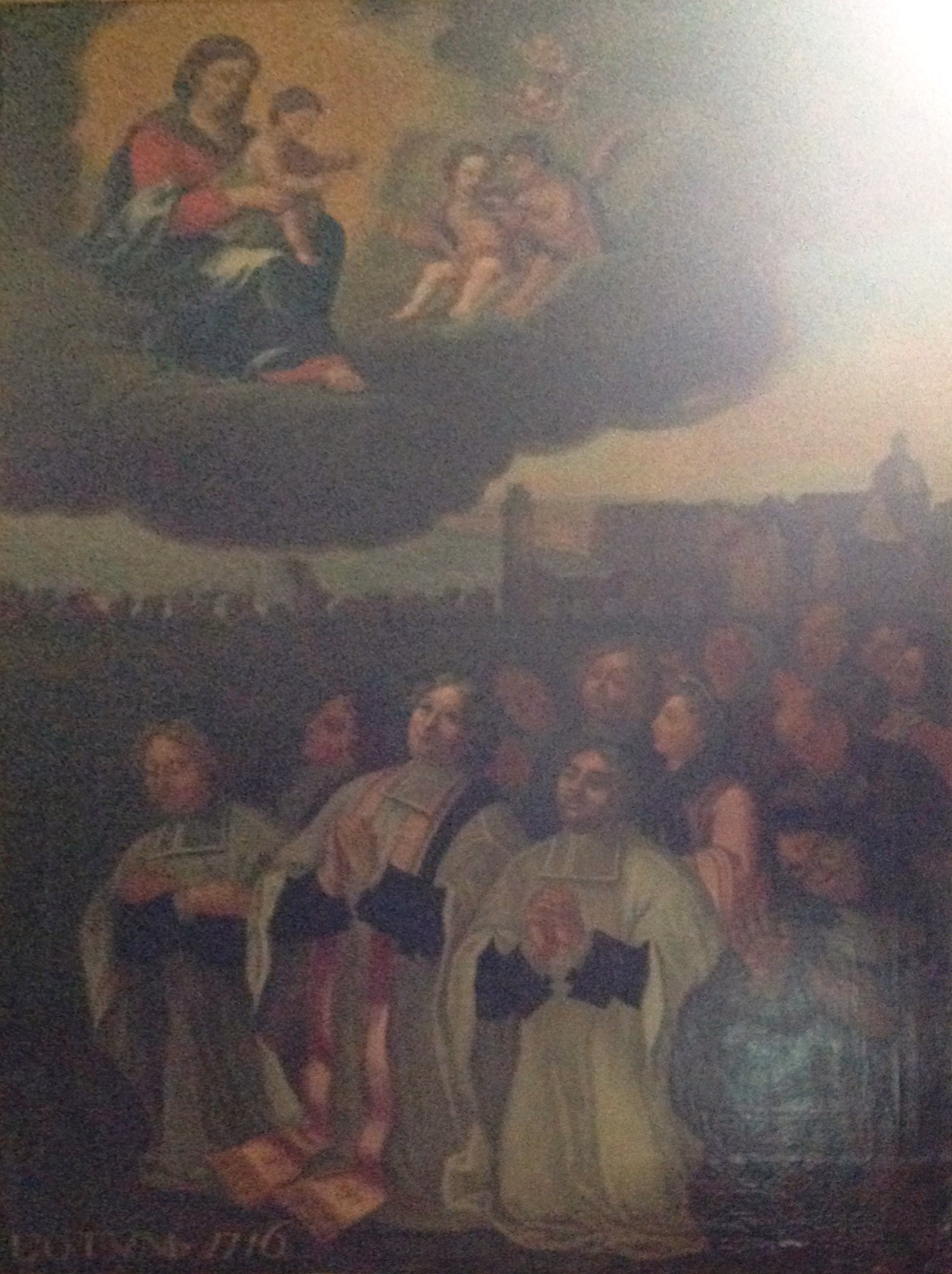